# Miroslav Stoch
Miroslav Stoch (Nyitra, 1989. október 19. –) szlovák válogatott labdarúgó, a Slovan Liberec játékosa.

## Klubcsapatokban

### Chelsea
2006-ban igazolt a Chelsea utánpótlás-akadémiájára. Már az első szezonjában az U-18-as csapat gólkirálya lett, annak ellenére hogy a szélen játszott. A következő szezont is jól kezdte, és fölkerült a tartalékcsapathoz. Remélte, hogy már ebben a szezonban debütálhat a nagycsapatban is, de erre még várnia kellett. Végül 2008. november 30-án jött el a nagy lehetősége, a 80. percben pályára léphetett az Arsenal elleni rangadón. Második meccsén 8 percet kapott, de így is nagy szerepe volt a Chelsea győztes góljában a Stoke City ellen. A szezon végén aztán a vezetőség úgy döntött kölcsönadja, mert sokan előtte álltak a csapatrangsorban.
Mivel Stoch kulcsembere volt a bajnokságot nyerő Twentének sokan gondolták, hogy a 2010–2011-es szezonban Carlo Ancelotti megpróbálja majd beépíteni a csapatba. Azonban nem ez történt, a Chelsea még a vb előtt eladta.

### Twente
2009. július 16-án érkezett kölcsönbe a Twentéhez. A bajnokságban már az első fordulóban pályára lépett és azonnal gólpasszt adott. Szeptember 20-án pedig megszerezte első góljait. November 5-én az Európa Ligában is gólt szerzett, sőt itt is egyből duplázott. Csapata 2-1-re legyőzte a Sheriff Tiraspolt, Stoch-t pedig a meccs emberének választották. Tavasszal a bajnokságban már csak az utolsó 2 fordulóban szerzett gólt, a csapat mindkét meccset 2-0-ra nyerte, és 1 pont előnnyel megszerezte a bajnoki címet. A szezon végén visszatért a Chelsea-hez.

### Fenerbahce
2010. június 10-én a Chelsea megerősítette, hogy Stoch 4 éves szerződést kötött a Fenerbahçéval. A török klub 5,5 millió eurót fizetett a Kékeknek. Új csapatában július 24-én debütált egy barátságos meccsen, az Alkmaar ellen egy félidőt játszott. 3 nappal később a Köln ellen már megszerezte első gólját is. Tétmeccsen július 28-án debütált, a Young Boys elleni Bajnokok Ligája-selejtezőben, a 42. percben gólt szerzett (a meccs 2-2 lett). A visszavágón az 53. percben kiállították, a Fener pedig 1-0-ra kikapott, és kiesett a BL-ből. Az Európa Liga rájátszásában is elvéreztek, hosszabbítás után ejtette ki őket a PAÓK.

## Nemzetközi pályafutása
Stoch 2009. február 10-én debütált a szlovák válogatottban Ukrajna ellen, ahol a 70. percben lépett pályára. Második mérkőzését 24 órával később játszotta Ciprus ellen.
A 2010-es vb-n Szlovákia mind a 4 meccsén pályára lépett, kétszer kezdőként végig játszott. Gólt nem szerzett.

## Sikerei, díjai
- Twente
  - Holland bajnok: 2009–10
- Fenerbahçe
  - Török bajnok: 2010–11
  - Török kupa: 2011–12, 2012–13
- El-Ajn
  - Egyesült arab emírségekbeli bajnok: 2014–15
- Slavia Praha
  - Cseh bajnok: 2018–19
  - Cseh kupa: 2017–18, 2018–19

## Külső hivatkozások
- Miroslav Stoch hivatalos weboldala